# Любимовка (Нижнеомский район)
Любимовка — деревня в Нижнеомском районе Омской области России. Входит в состав Паутовского сельского поселения.

## История
Основана в 1916 г. В 1928 г. посёлок Любимовский состоял из 70 хозяйств, основное население — русские. Центр Любимовского сельсовета Иконниковского района Омского округа Сибирского края.
В соответствии с Законом Омской области от 30 июля 2004 года № 548-ОЗ «О границах и статусе муниципальных образований Омской области» деревня вошла в состав образованного Паутовского сельского поселения.

## География
Расположен на востоке региона, в пределах Западно-Сибирской равнины.

## Население
| 2010 |
| ---- |
| 133  |

## Инфраструктура
Личное подсобное хозяйство.

## Транспорт
Просёлочные дороги.